# Congress of Industrial Organizations
Der Congress of Industrial Organizations (CIO) war ein US-amerikanischer Gewerkschaftsbund, der überwiegend ungelernte Industriearbeiter organisierte.
Der CIO hatte Mitglieder in den USA und Kanada und übte seinen stärksten Einfluss während der Weltwirtschaftskrise der 1930er Jahre mit ihren großen Streiks aus. Aus dem CIO gingen zahlreiche heute noch aktive Gewerkschaften wie die United Auto Workers oder die United Steel Workers hervor.

## Geschichte

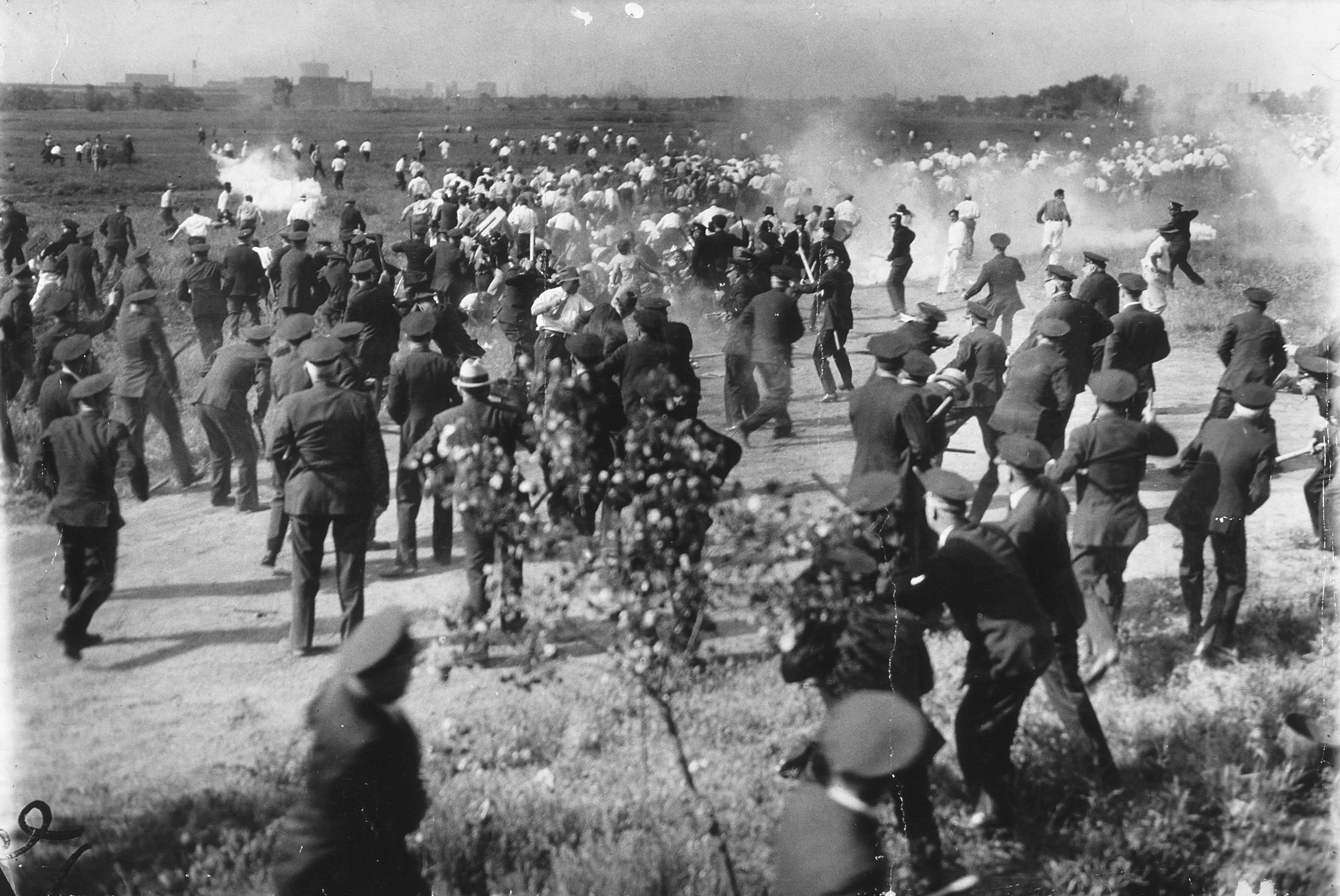
Arbeiter fliehen vor Polizisten, die am 30. Mai 1937 in Chicago mit Schlagstöcken, Tränengas und Schusswaffen gegen sie vorgehen (Memorial Day massacre während des Little Steel Strike)

Gegründet wurde er 1935 als radikale Alternative zur Politik des Facharbeitergewerkschaftsbunds American Federation of Labor (AFL). Im Zuge der Industriellen Revolution hatte sich eine neue Klasse un- bzw. angelernter Arbeiter entwickelt, wie z. B. die Bandarbeiter in der Automobilindustrie. Diese neue Arbeiterklasse war bisher durch keine Gewerkschaft wirklich organisiert und prominent vertreten worden. John L. Lewis, Präsident der United Mine Workers, trat deshalb mit seiner Gewerkschaft aus der AFL aus und gründete mit einigen anderen Gewerkschaften den CIO, zunächst als Committee for Industrial Organization. Unter der Parole „Organize the Unorganized“ gelang es dem CIO in den nächsten Jahren wichtige Branchen zu erschließen, insbesondere die Automobilindustrie mit den neugegründeten United Auto Workers. Auch in der Stahlbranche machte das von der CIO gegründete Steel Workers Organizing Committee (später United Steelworkers) zunächst Fortschritte, indem es zu einem Tarifvertrag mit US Steel kam. Im Little Steel Strike 1937 musste die CIO aber erstmals eine Niederlande einstecken, nachdem die Staatsgewalt auf Seiten der Arbeitgeber eingegriffen hatte und am 30. Mai 1937 bei einem Streik mehrere Arbeiter erschoss. Um neue Branchen zu erschließen und unter schwierigen Bedingungen Arbeiter und Streiks zu organisieren, griff die CIO unter Lewis zunächst auch auf kommunistische Funktionäre wie Gus Hall, den späteren Vorsitzenden der CPUSA, zurück.
Ein entscheidender Moment in der Geschichte der CIO war der Bruch zwischen John L. Lewis und Franklin D. Roosevelt, die bis dahin in der Öffentlichkeit und unter den Arbeitern als Verbündete wahrgenommen wurden, und der Rücktritt von John L. Lewis als CIO-Präsident nach der Präsidentschaftswahl 1940, bei der er demonstrativ nicht Roosevelt, sondern Wendell Willkie unterstützt hatte.
In den Südstaaten, wo die CIO die Operation Dixie zur Organisierung der dortigen Arbeiter lancierte und das Highlander Folk Center als Trainingsbasis benutzte, konnte sich die Gewerkschaft nicht durchsetzen.
Der CIO verlor in den 1950er Jahren an Einfluss. 1955 schloss sich der CIO wieder dem AFL an, der unter dem Namen American Federation of Labor and Congress of Industrial Organizations (AFL-CIO) weiter existiert.

## Präsidenten der CIO
- 1935–1940 John L. Lewis
- 1940–1952 Philip Murray
- 1952–1955 Walter Reuther